# Campeonato Sul-Americano de Atletismo de 1969
O Campeonato Sul-Americano de Atletismo de 1969 foi a 25ª edição do evento, organizado pela CONSUDATLE entre os dias 4 a 12 de outubro na cidade de Quito, no Equador. A edição ficou marcada pela ampliação da categoria feminina, passando de 10 para 12 provas. 

## Medalhistas

### Masculino
| Evento                      | Ouro                           | Ouro    | Prata                                                   | Prata   | Bronze                       | Bronze  |
| --------------------------- | ------------------------------ | ------- | ------------------------------------------------------- | ------- | ---------------------------- | ------- |
| 100 metros]]                | Iván Moreno · Chile            | 10.6    | Fernando Acevedo · Peru                                 | 10.6    | Andrés Calonge · Argentina   | 10.7    |
| 200 metros                  | Iván Moreno · Chile            | 20.9 =  | Fernando Acevedo · Peru                                 | 21.0    | Andrés Calonge · Argentina   | 21.1    |
| 400 metros                  | Andrés Calonge · Argentina     | 46.9    | Raúl Dome · Venezuela                                   | 47.6    | José Rabaça · Brasil         | 47.9    |
| 800 metros                  | Jorge Grosser · Chile          | 1:54.1  | Darcy Pereira · Brasil                                  | 1:55.5  | Roberto Salmona · Chile      | 1:55.9  |
| 1 500 metros                | Jorge Grosser · Chile          | 4:04.7  | Roberto Salmona · Chile                                 | 4:06.5  | Clelio Jacome · Equador      | 4:08.5  |
| 5 000 metros                | Víctor Mora · Colômbia         | 15:36.6 | Clelio Jacome · Equador                                 | 15:41.4 | José Ramírez · Chile         | 15:49.3 |
| 10 000 metros               | Víctor Mora · Colômbia         | 32:27.2 | Mario Cutropia · Argentina                              | 32:28.6 | José Ramírez · Chile         | 32:41.0 |
| Maratona                    | Pedro Cárdenas · Colômbia      | 2:36:36 | José Ramírez · Chile                                    | 2:43:41 | Mario Cutropia · Argentina   | 2:46:56 |
| 110 metros barreiras        | Patricio Saavedra · Chile      | 14.6    | Alfredo Deza · Peru                                     | 14.6    | Enrique Rendón · Venezuela   | 14.7    |
| 400 metros barreiras        | Juan Carlos Dyrzka · Argentina | 52.0    | Jorge Vallecilla · Equador                              | 52.7    | Santiago Gordon · Chile      | 52.8    |
| 3.000 metros com obstáculos | Jorge Grosser · Chile          | 9:51.2  | Víctor Mora · Colômbia                                  | 9:53.2  | Rafael Baracaldo · Colômbia  | 9:53.2  |
| 4×100 metros estafetas      | Colômbia                       | 40.2    | Peru                                                    | 40.7    | Chile                        | 40.7    |
| 4×400 metros estafetas      | Argentina                      | 3:12.3  | Brasil                                                  | 3:13.2  | Peru                         | 3:13.7  |
| Salto em altura             | Luis Arbulú · Peru             | 2.00 =  | Luis Barrionuevo · Argentina José Dalmastro · Argentina | 1.95    |                              |         |
| Salto à vara                | Daniel Argoitía · Argentina    | 4.40    | Ciro Valdés · Colômbia                                  | 4.10    | Augusto León Piqueras · Peru | 3.70    |
| Salto em comprimento        | Admilson Chitarra · Brasil     | 7.60    | Iván Moreno · Chile                                     | 7.54    | Eduardo Labalta · Argentina  | 7.21    |
| Salto triplo                | Nelson Prudêncio · Brasil      | 16.34   | Joel Dias · Brasil                                      | 14.80   | Ariel González · Argentina   | 14.65   |
| Arremesso de peso           | José Jacques · Brasil          | 16.88   | Mario Peretti · Argentina                               | 15.65   | Juan Turri · Argentina       | 15.64   |
| Lançamento de disco         | Dagoberto González · Colômbia  | 51.66   | José Jacques · Brasil                                   | 50.88   | Gustavo Gutiérrez · Colômbia | 50.64   |
| Lançamento do martelo       | José Vallejo · Argentina       | 61.58   | Celso de Moraes · Brasil                                | 56.50   | Darwin Piñeyrúa · Uruguai    | 56.48   |
| Lançamento do dardo         | Rolf Hoppe · Chile             | 69.76   | Paulo de Faría · Brasil                                 | 63.50   | Jorge Peña · Chile           | 62.98   |
| Decatlo                     | Héctor Thomas · Venezuela      | 6720    | Paulo Matschinske · Brasil                              | 6124    | Arno Lagies · Chile          | 5948    |

### Feminino
| Evento                  | Ouro                             | Ouro   | Prata                            | Prata  | Bronze                                      | Bronze |
| ----------------------- | -------------------------------- | ------ | -------------------------------- | ------ | ------------------------------------------- | ------ |
| 100 metros              | Silvina Pereira · Brasil         | 11.7   | Josefa Vicent · Uruguai          | 11.9   | María Luisa Vilca · Peru                    | 12.3   |
| 200 metros              | Silvina Pereira · Brasil         | 24.0   | Josefa Vicent · Uruguai          | 24.6   | Cristina Filgueira · Argentina              | 25.0   |
| 400 metros              | Josefa Vicent · Uruguai          | 56.1   | Melania Fontanarrosa · Argentina | 57.4   | Cristina Filgueira · Argentina              | 57.5   |
| 800 metros              | Melania Fontanarrosa · Argentina | 2:17.8 | Nilda Fernández · Argentina      | 2:18.4 | Lourdes Vega · Equador                      | 2:32.3 |
| 80 metros com barreiras | Carlota Ulloa · Chile            | 11.0   | Graciela Paviotti · Argentina    | 11.4   | Ana Udini · Uruguai                         | 11.4   |
| 4×100 metros estafetas  | Brasil                           | 46.0   | Argentina                        | 47.0   | Chile                                       | 48.6   |
| Salto em altura         | Maria da Conceição · Brasil      | 1.70   | Aída dos Santos · Brasil         | 1.60   | Patricia Montero · Peru Ana Udini · Uruguai | 1.55   |
| Salto em comprimento    | Silvina Pereira · Brasil         | 5.85   | Alicia Kaufmanas · Argentina     | 5.70   | Ana Akiko Omote · Brasil                    | 5.61   |
| Arremesso de peso       | Rosa Molina · Chile              | 13.30  | Neide Gomes · Brasil             | 13.02  | Maria Boso · Brasil                         | 12.68  |
| Lançamento de disco     | Odete Domingos · Brasil          | 42.92  | Gladys Ortega · Argentina        | 41.92  | Isolina Vergara · Colômbia                  | 40.48  |
| Lançamento do dardo     | Rosa Molina · Chile              | 45.52  | Flor Umaña · Colômbia            | 43.74  | Kiyomi Nakagawa · Brasil                    |        |
| Pentatlo                | Aída dos Santos · Brasil         | 4422   | Elisabeth Nunes · Brasil         | 4234   | Carlota Ulloa · Chile                       | 4107   |

## Quadro de medalhas
| Ordem | País      | Medalha de ouro | Medalha de prata | Medalha de bronze | Total |
| ----- | --------- | --------------- | ---------------- | ----------------- | ----- |
| 1     | Brasil    | 10              | 10               | 4                 | 24    |
| 2     | Chile     | 10              | 3                | 9                 | 22    |
| 3     | Argentina | 6               | 10               | 8                 | 24    |
| 4     | Colômbia  | 5               | 3                | 3                 | 11    |
| 5     | Peru      | 1               | 4                | 4                 | 9     |
| 6     | Uruguai   | 1               | 2                | 3                 | 6     |
| 7     | Venezuela | 1               | 1                | 1                 | 3     |
| 8     | Equador   | 0               | 2                | 2                 | 4     |

Legenda
| Recorde mundial       | Recorde mundial (World record)               |                       | Recorde africano                      | Recorde africano (African) |                                           | Q | Classificado por posição (Qualified) |
| Recorde do campeonato | Recorde do campeonato (Championship record)  | Recorde da América    | Recorde da América (Americas)         | q                          | Classificado por melhor tempo (Qualified) |   |                                      |
| Melhor marca do ano   | Melhor marca do ano (World leading)          | Recorde asiático      | Recorde asiático (Asian)              | DNS                        | Não largou (Did not start)                |   |                                      |
| Recorde nacional      | Recorde nacional (National record)           | Recorde europeu       | Recorde europeu (European)            | DNF                        | Não terminou (Did not finish)             |   |                                      |
| Recorde pessoal       | Recorde pessoal do atleta (Personal best)    | Recorde da Oceania    | Recorde da Oceania (Oceania)          | DSQ / DQ                   | Desclassificado (Disqualified)            |   |                                      |
| Recorde da temporada  | Recorde da temporada do atleta (Season best) | Recorde sul-americano | Recorde sul-americano (South America) | NM                         | Sem marca (No mark)                       |   |                                      |